# Slaget vid Yan och Ying
Slaget vid Yan och Ying  (鄢郢之战; Yānyǐngzhīzhàn) var ett militärt slag år  279 f.Kr. till 278 f.Kr. i Kina under tiden för De stridande staterna mellan feodalstaterna Qin och Chu.
Qin och Zhao hade ingått en allians att inte attackera varandra. I och med detta beordrade Qin's Kung Zhaoxiang en invasion av riket Chu där generalen Bai Qi var i befäl.
Qin's arme nådde den befästa staden Yan (鄢) (sydost om dagens Yicheng i Hubei) som var den sista befästningen innan Chu's huvudstad Ying (郢) (norr om dagens Jingzhou i Hubei). Chu skickade stora mängder soldater till Yan för att förhindra att Qin's styrkor kunde fortsätta söder ut mot huvudstaden. Qin's styrkor belägrade Yan, men lyckades aldrig erövra befästningen. Qin behövde få ett snabbt avslut på slaget eftersom de befann sig långt in i fiendens land. Bai Qi lät sina soldater bygga en damm som ledde flodvatten mot Yan så att befästningen dränktes. Efter att Yan övertagits 279 f.Kr. fortsatte Qin's arme söder ut mot Ying. På vägen förstörde de gravfältet för Chu's kungar. Chu's Kung Qingxiang flydde från huvudstaden, och staden kunde lätt intas 278 f.Kr. av Bai Qi.
Efter slaget blev det erövrade landet permanent territorium för Qin, och Chu blev kraftigt försvagat.